# The Lottery
The Lottery (dt. Die Lotterie, Erstübersetzung von Peter Naujack, 1961) ist eine Kurzgeschichte der amerikanischen Schriftstellerin Shirley Jackson, die zuerst 1948 im New Yorker veröffentlicht und 1949 in den Sammelband The Lottery. Adventures of the Demon Lover (dt. Die Teufelsbraut · 25 dämonische Geschichten, übersetzt von Anna Leube und Anette Grube, 1989) aufgenommen wurde. Seitdem sind sowohl der Originaltext als auch deutsche Übersetzungen in unterschiedlichen Anthologien neu publiziert worden.
Die Erzählung handelt von einem Ritual in einem Dorf im ländlichen Raum der USA, in dem jedes Jahr eine Lotterie veranstaltet wird, deren „Gewinner“ gesteinigt wird.
Die von der Kritik gelobte Geschichte, die bis heute zu den bekanntesten Werken Shirley Jacksons zählt, wurde vom Publikum zunächst äußerst kontrovers aufgenommen. The Lottery wurde ebenfalls in verschiedenen Formaten adaptiert, darunter ein Radiohörspiel (1951), ein Ballett (1953), ein Fernsehfilm (1996) und eine Oper.

## Handlung
In einem namenlosen amerikanischen Dorf, das zunächst gleichsam allegorisch als archetypisches Bild einer beschaulichen ländlichen Gemeinschaft skizziert wird, findet jedes Jahr am 27. Juni eine nicht näher erläuterte traditionelle Lotterie statt. Die Bewohner, die sich zur Durchführung der Lotterie versammelt haben, werden vorgestellt; einige individuelle Namen werden erwähnt. Die weiteren Vorbereitungen werden geschildert; dabei erfährt der Leser einige Details über die Lotterie und ihre Geschichte. Zu Beginn der Lotterie werden Mitglieder der einzelnen Dorffamilien nach genau festgelegten Regeln aufgerufen, um Lose zu ziehen. Nach dem Ziehen der Lose werden diese genauer überprüft. Als sich herausstellt, dass Bill Hutchinson ein besonderes Los gezogen hat, reagiert seine Frau Tessie mit panikhaftem Verhalten. Es kommt zu einer erneuten Auslosung, in der nun alle Mitglieder der Familien Hutchinson nochmals ein Los ziehen. Diesmal befindet sich auf dem Los von Tessie Hutchinson ein schwarzer Punkt. Daraufhin wird sie am Ende der Geschichte von sämtlichen Einwohnern der dörflichen Siedlung zu Tode gesteinigt. Diese glauben nämlich, dass das Wohlergehen ihrer Gemeinschaft von dem beschriebenen Ritual abhängig sei, das als Tradition seit der Gründung des Dorfes besteht, obwohl deren Entstehung und die genaueren Hintergründe sich im Laufe der Geschichte verdunkelt haben.
Aufgrund des streng chronologischen Aufbaus der Handlung mit zahlreichen retardierenden Elementen wird dem Leser trotz einzelner Hinweise auf einen unerwarteten Ausgang der Lotterie erst am Ende der Geschichte schockartig bewusst, welches Schicksal die ausgeloste Person erwartet.

## Interpretationsansatz
Weder der unverfängliche Titel noch der Anfang der Geschichte deuten zunächst auf das, was geschehen wird. Die Handlung wird zu Beginn von einem auktorialen Erzähler dargeboten, der zwar aus der Distanz zu berichten scheint, jedoch offenbar mit den Gegebenheiten durchaus vertraut ist. Bereits in der Anfangspassage der Erzählung wird der Blick auf das im Zentrum stehende Geschehen gelenkt: die auch andernorts stattfindende Lotterie, die dort bis zu zwei Tage andauern kann, wird in dem kleinen ungenannten Dorf hier in nur zwei Stunden vor der Mittagszeit abgewickelt. Die Exposition der Geschichte liefert dem Leser die wichtigsten Hintergrundinformationen über den Zweck der Zusammenkunft sämtlicher Bewohner der Ansiedlung und die Durchführung einer Lotterie, die ein sich wiederholendes, offenbar freudig erwartetes traditionelles Gemeinschaftsereignis darstellt. Die skizzierte Ausgangssituation an diesem warmen, sonnigen Morgen ist zunächst idyllisch und scheinbar völlig friedlich.
Der folgende Abschnitt der Kurzgeschichte dient der weiteren Einführung in den Kreis der Erzählfiguren, die anfangs nur anonym als Menschenmenge vorgestellt werden und im Wesentlichen dem Standardrepertoire entnommen sind. Der Blick richtet sich zunächst auf die Schulkinder, deren Ferien soeben begonnen haben. Gedanklich befinden sie sich jedoch offensichtlich nicht in Ferienstimmung. Der Erzähler berichtet übergangslos, dass Bobby Martin, die erste überhaupt namentlich erwähnte Person, sich die Tasche mit Steinen füllt und die übrigen Dorfjungen seinem Beispiel folgen, wobei sie die „glattesten und rundesten“ Steine („the smoothest and roundest stones“) sammeln. Zudem schichten einige der Jungen seltsamerweise einen Steinhaufen auf, den sie gegen die „Überfälle“ („raids“) der anderen Jungen verteidigen. Die Mädchen stehen demgegenüber unbeteiligt abseits, ins Gespräch untereinander vertieft.
Neben den Jungen rücken anschließend die Männer des Dorfes ins Blickfeld; auch sie versammeln sich und sprechen, während sie die Kinder beaufsichtigen, über Themen wie Saat und Regen bzw. Traktoren und Steuern. Offensichtlich spielt die Geschichte im 20. Jahrhundert, wie die angesprochenen Traktoren verdeutlichen; dies stimmt jedoch wenig mit der Bedächtigkeit der Männer und ihren verhaltenen Scherzen („their jokes were quiet“) überein; auch die Beschreibung der Frauen in ihren verblichenen Kittelschürzen („faded house dresses and sweaters“) scheint nicht so recht in das Bild einer modernen Dorfgemeinschaft zu passen. Der anfänglich stimmige Eindruck einer idyllischen Dorfatmosphäre wird getrübt; der Leser wird darauf vorbereitet, dass sich hinter der Oberfläche der dörflichen Alltagsnormalität mehr verbirgt.
Nach der ersten Vorstellung der Dorfbewohner stellt der Erzähler wiederum etwas Gegenständliches in das Zentrum seiner Betrachtung: die „schwarze Holzkiste“ (the black wooden box), deren Farbe im Gegensatz zu den warmen Tönen im Anfangsteil der Geschichte steht. Die schwarze Kiste ist offensichtlich der Grund für die Befangenheit der Männer; sie halten sich in gebührendem Abstand und zögern, die Kiste anzufassen, als Mr. Summers, der Leiter der Lotterie, die Loszettel mischt. Der Leser erfährt an dieser Stelle zugleich etwas über die Vorgeschichte der „black box“: Die schäbige Kiste ist uralt – ein Relikt aus grauer Vorzeit, das die Menschen in dem Dorf jedoch nach wie vor in gleicher Weise kritiklos akzeptieren wie das damit verbundene jährliche Brauchtum der Lotterie selber.
Die genauen Hintergründe der Lotterie bleiben ebenso im Dunkeln wie die Herkunft des schwarzen Kastens, dessen wiederholte Erwähnung anscheinend ähnlich wie in Poes The Masque of Red Death den Ablauf der Zeit andeutet. Die jährliche rituelle Wiederholung der Lotterie, deren unantastbarer Brauch ebenso wie die antiquierte Kiste bis auf den Zeitpunkt der Gründung des Dorfes zurückgeht, ist ein nicht wegzudenkender Teil des Lebens der Menschen in der Siedlung geworden, die als unhinterfragte Selbstverständlichkeit hingenommen wird.
Die detaillierte Schilderung der umständlichen Vorbereitung des Rituals dient zugleich als retardierendes Moment in der Erzählung; die Präliminarien wie beispielsweise das Prüfen der Liste oder die Vereidigung sind noch nicht abgeschlossen; dennoch wird zunehmend deutlicher, dass trotz aller Unklarheiten und der im Laufe der Zeit verblassten Einzelheiten die Rechtmäßigkeit dieser Tradition von allen Beteiligten in vorbehaltlosem Einverständnis akzeptiert und bekräftigt wird.
An späterer Stelle wird die Lotterie als solche nicht mehr weiter beschrieben; ihre Durchführung wird dem Leser vielmehr in den anschließenden dramatischen Dialogpartien wie einem Beobachter oder Zeugen vor Augen geführt; gleichzeitig wird die anfängliche auktoriale Erzählsituation durch eine personale abgelöst. Adverbien wie „humourlessly“ (dt. „humorlos“) oder „nervously“ (dt. „nervös“) verweisen auf die Anspannung und nur mühsam verborgene Nervosität unter den Beteiligten; zwischen den einzelnen Auslosungen scheint kaum mehr Zeit zu liegen.
Nach der Ziehung des letzten Loses entsteht eine nochmalige längere Pause, im Anschluss ein kurzes Durcheinander. Nachdem die Familie Hutchinson als diejenige feststeht, die das Los getroffen hat, sind die übrigen Dorfbewohner, denen jetzt nichts mehr passieren kann, dann darum bemüht, die Lotterie möglichst schnell zu beenden. Bill Hutchinson nimmt die Auslosung eher resignativ hin, während seine Frau Tessie vergeblich bis zum Ende voller Verzweiflung versucht, ihr Schicksal abzuwenden.
Der Schockeffekt für den Leser am Ende dieser Kurzgeschichte beruht vor allem darauf, dass üblicherweise mit dem Titelbegriff der „Lotterie“ etwas Positives assoziiert wird. Zwar gibt es im Verlauf der Erzählung einige Andeutungen, dass es bei dieser Lotterie nicht um einen erfreulichen Gewinn geht; dennoch wird der Leser im Verlauf der Geschichte keinesfalls auf die sinnlose Brutalität im Schlussteil der Geschichte vorbereitet. Die ursprüngliche Bedeutung des Rituals ist längst verloren gegangen; die Menschen im Dorf ahmen einzig noch die bloße äußere Form nach, die vorgibt, dass derjenige zu sterben hat, den das Los trifft. Alle bisherigen familiären oder freundschaftlichen zwischenmenschlichen Beziehungen und Bindungen werden plötzlich wirkungslos bzw. außer Kraft gesetzt; selbst Tessie Hutchinsons jüngster Sohn Davy hält am Ende Steine in der Hand und beteiligt sich an der Tötung seiner eigenen Mutter.
Im Rückblick wird dem Leser deutlich, dass die Lotterie zunächst die Familien in dem Dorf zu einem unerbittlichen Konkurrenzkampf um ihr eigenes Leben zwingt, sodann die Mitglieder der ausgelosten Familien, da sich niemand im Dorf dem vorgegebenen Regelwerk dieser sinnentleerten Tradition entziehen kann. Obwohl es nicht einmal im Geringsten eine erkennbare Rechtfertigung oder Legitimation für das tradierte Ritual der grausamen Steinigung am Ende gibt, reicht für die Dorfbewohner die bloße Tradition als alleiniger Grund, um unschuldiges Blut zu vergießen.
So kommentiert der Erzähler vor der eigentlichen Schilderung der Steinigung von Tessie Hutchinson, die durch den erzähltechnischen Kunstgriff „einer Ruhe vor dem Sturm“ erst relativ spät in das Blickfeld des Lesers bzw. das Zentrum des Geschehens gestellt wird, das Verhalten der Dorfbewohner in ironisch-zynischer Form wie folgt: „Although the villagers had forgotten the ritual and lost the original black box, they still remembered to use stones“ (in der dt. Übersetzung: „Obwohl die Dorfbewohner das Ritual vergessen und die ursprüngliche schwarze Kiste verloren hatten, wußten sie immer noch, daß man Steine benutzte“).

## Rezeption
Die Geschichte erschien in der Ausgabe des 26. Juni 1948 im bekannten Kulturmagazin The New Yorker. Bereits kurz nach der Veröffentlichung schrieben viele erboste Leser hasserfüllte Briefe sowohl an die Redaktion der Zeitschrift als auch an die Autorin selbst; diese Geschichte sei abstoßend und besser nie geschrieben worden, hieß es in vielen Briefen. Zahlreiche Leser kündigten nach dem Erscheinen zudem ihre Abonnements; in der Südafrikanischen Union wurde der Titel verboten.
So sah sich Jackson gezwungen, am 22. Juli des Jahres in der Zeitung San Francisco Chronicle die Geschichte zu rechtfertigen. Jacksons Biographin Judy Oppenheimer bezeichnete den Wirbel um die Geschichte als den größten Ausbruch von Wut, Furcht, Rage, Nichtgefallen und intensiver Faszination, den eine Publikation der Zeitschrift ausgelöst hatte.
In der Januarausgabe 1984 der Zeitschrift Playboy kam die Geschichte in einer Liste der 30 am häufigsten aus US-Schulen und Bibliotheken verbannten literarischen Werke auf Platz 17.
Obwohl diese Kurzgeschichte Shirley Jacksons nach wie vor häufig gelesen wird und auch äußerst heftige Leserreaktionen hervorrief, wurde The Lottery in der Sekundärliteratur lange Zeit nicht übermäßig viel Beachtung geschenkt, vermutlich weil es sich bei dieser Short Story um ein klar geschriebenes und im Wesentlichen leicht verständliches Werk handelt.
Das Ende der Geschichte bleibt allerdings offen und lässt Raum für unterschiedliche Lesarten oder Ausdeutungen, vor allem weil nur wenig im Text erläutert wird. So kann die Geschichte unter anderem mit psychoanalytischen oder mythologischen Ansätzen interpretiert werden, die in der Lage sind, Erklärungsmuster zu liefern, die die Erzählung selber nicht zur Verfügung stellt.
In ausführlicheren Deutungen beschäftigt sich die Sekundärliteratur zumeist mit Themen wie dem „Bösen in der menschlichen Natur“, der „Gewalt einer Gruppe gegen einzelne“ bzw. auch mit Mythologie und Brauchtum. Zumeist wird dabei auf die Thematik des Sündenbocks eingegangen. Allerdings stellt The Lottery eine Umdeutung des in dem Begriff ursprünglich angesprochenen jüdischen Rituals dar. Während in diesem alten Ritual Ziegenböcke ausgewählt wurden, ist es in The Lottery nunmehr eine unschuldige Person, die für andere in einem eigentlich sinnlosen Akt ohne tiefere Bedeutung für die Beteiligten geopfert wird. Das Opfer wird allerdings symbolisch mit allem Bösen in der Gemeinschaft „beladen und weggejagt“, entkommt also, wie es auch in der englischen Bezeichnung scapegoat zum Ausdruck kommt.

## Adaptionen
1951 wurde im Radiosender NBC eine erste Hörspielfassung der Kurzgeschichte ausgestrahlt. Es folgte 1955 eine Theaterfassung, die auch im Fernsehen ausgestrahlt wurde. Das Drehbuch dazu stammt von Ellen M. Violett.
1969 folgte die erste Filmadaption durch Larry Yust, der auf Basis der Geschichte einen Kurzfilm im Rahmen einer Kurzgeschichtensammlung für die Encyclopedia Britannica drehte. Der Film gilt als der am zweitbesten verkaufte Bildungsfilm in den USA und wurde von einem Kommentar des Literaturexperten James Durbin ergänzt.
Anthony Spinner schrieb in den 1990er Jahren ein Drehbuch für einen Fernsehfilm, der 1996 erstmals im Programm von NBC ausgestrahlt wurde. Regie führte Daniel Sackman. In dieser Adaption wird der Plot aus der Sicht eines Fremden erzählt, der durch Zufall in den Ort gelangt und seine Sicht der Ereignisse schildert, ergänzt wird die Handlung durch eine Liebesgeschichte sowie Erklärungen rund um die Gründe für die „Lotterie“, die im Original nicht auftauchten. Der Film wurde 1997 für einen Saturn Award nominiert, gewann diesen aber nicht.

## Einfluss auf Literatur und Popkultur
Die Geschichte beeinflusste zahlreiche andere Autoren und es finden sich in vielen Werken in Literatur, Film und Musik Bezüge auf The Lottery. Bereits 1955 erschien eine Science-Fiction-Kurzgeschichte, The Public Hating, von Steve Allen, die die Handlung von The Lottery in eine dystopische Zukunft verschiebt. Weitere, teilweise indirekte motivische Anspielungen und Parodien auf die Geschichte finden sich beispielsweise in den Fernsehserien South Park (Britney's New Look, 169. Episode 2008) und Sliders (Luck of the Draw, 10. Episode 1995) sowie in allerdings vager, uneindeutiger Form in Liedern von Marilyn Manson (Man That You Fear) und R.E.M. (Falls To Climb). Zuletzt fielen Parallelen in der erfolgreichen Buch/Kinoreihe Die Tribute von Panem auf, in welcher eine Dorfgemeinschaft per Lotterie Teilnehmer für einen Gladiatorenkampf auslosen muss, den nur einer lebend überstehen darf.

## Sekundärliteratur
- Horst Brinkmann: Shirley Jackson, ”The Lottery“. In: Peter Freese (Hrsg.): Die amerikanische Short Story der Gegenwart: Interpretationen. Schmidt Verlag, Berlin 1976, ISBN 3-503-01225-7, S. 101–109.
- Noreen O’Donovan: Shirley Jackson, The Lottery. In: Noreen O’Donovan: Famous Stories of Surprise · Model Interpretations. Klett Verlag, Stuttgart 1988, ISBN 3-12-577610-4, S. 60–68.
- John V. Hagopian: Jackson, Shirley · The Lottery. In: John V. Hagopian, Martin Dolch (Hrsg.): Insight I · Analyses of American Literature, Hirschgraben Verlag Frankfurt a. M. 1971, S. 129–132.
- Judy Oppenheimer: Private Demons: The Life of Shirley Jackson. Putnam, New York 1988, ISBN 0-399-13356-9.
- Karin Plewka: Shirley Jackson: The Lottery. In: Michael Hanke (Hrsg.): Interpretationen · Amerikanische Short Stories des 20. Jahrhunderts. Reclam jun. Verlag, Stuttgart 1998, ISBN 3-15-017506-2, S. 146–152.